# ヘッド-スマッシュト-イン・バッファロー・ジャンプ
ヘッド-スマッシュト-イン・バッファロー・ジャンプ（Head-Smashed-In Buffalo Jump）は、カナダのアルバータ州にあるユネスコの世界遺産（文化遺産）に登録されている史跡。

## 概要
ヘッド-スマッシュト-イン・バッファロー・ジャンプは、カルガリーの南約150km、アルバータ州のポーキュパイン・ヒルにある。実際には崖である。崖の幅は300mに渡り、高さは約18m。崖の下には、バッファローの骨が、多いところでは約11m以上も堆積している。
なぜバッファローの骨が崖下に堆積しているかといえば、この付近に住んでいた先住民であるブラックフット族が、崖の上にバッファローを追い詰めて、崖から突き落としてバッファローを仕留める狩猟を行っていたからである。
崖の西側には、40km2にも及ぶ草原地帯がある。ここに生息していたバッファローを崖へと通じる道（ドライブ・レーン）へと追い込んだ。このドライブ・レーンには、石でできた道標が残っている。
この様なバッファローの狩は、他の北アメリカの地域でも行われていたと考えられている。このヘッド-スマッシュト-イン・バッファロー・ジャンプは、それらの中でも大規模で最も古く、紀元前3500年以上前から行われていたと考えられている。またこの猟は、ここで、19世紀まで続いていた。
この崖の周囲には、火を焚いた跡も多数発見されている。このことから、バッファローを追い込むときに火を使用していたと推測されている。
また、崖下からは大量のバッファローの骨の中から、矢尻や鍬などが発掘されている。また、ブラックフット族はこの谷を、血に染まった深い淵と呼んでいたようだ。
1968年に、カナダ国定史跡に指定される。
2004年現在、崖の近くには、資料館がある。また、ブラックフット族の末裔達により、当時の生活や狩猟の様子が再現されたイベントが実施されている。

## 登録基準
この世界遺産は世界遺産登録基準のうち、以下の条件を満たし、登録された（以下の基準は世界遺産センター公表の登録基準からの翻訳、引用である）。
- (6) 顕著で普遍的な意義を有する出来事、現存する伝統、思想、信仰または芸術的、文学的作品と直接にまたは明白に関連するもの（この基準は他の基準と組み合わせて用いるのが望ましいと世界遺産委員会は考えている）。

## 外部サイト
- Head-Smashed-In Buffalo Jump World Heritage Site （英語）